# Rádfalva
Rádfalva is een plaats (község) en gemeente in het Hongaarse comitaat Baranya. Rádfalva telt 229 inwoners (2001).